# 다카라즈카 영화
다카라즈카 영화(일본어: 宝塚映画 다카라즈카 에이가[*])는 1938년 8월 효고현 다카라즈카시에 설립된 영화 촬영소 및 제작사로, 다카라즈카 가극단이 부대사업으로 시작하였다. 철거한 다카라즈카 야구장 터 한쪽에 스튜디오를 건설하여 영화를 제작하였다. 1941년 전세가 악화되면서 폐쇄하였다.
이후 1951년 영화 제작사 다카라즈카 영화 제작소(일본어: 宝塚映画製作所)를 설립하면서 사업을 재개하였다. 한큐 전철이 전액을 출자하였고, 이전 촬영소 자리를 개수하여 사용하였다. 1953년 화재로 불타면서 1956년부터 동양권에서는 최신의 설비를 갖춘 새로운 촬영소를 개관하였다. 제작소에는 500여 명이 넘는 인력이 근무하며 사극과 희극 등 연간 20여 작품을 제작하였으나, 텔레비전의 보급으로 영화 산업이 점차 쇠퇴하면서 1968년 극장용 영화 제작 사업에서 철수하였다. 1978년에는 텔레비전 영화 제작을 주력 사업으로 전환하였다.
극장 영화 176편, 텔레비전 드라마 3,200편을 제작하면서 도호쟁의로 동력이 떨어진 도호 계열에 극장용 영화를 다수 제작하여 도움이 되었다.